# Kurajjat (Syria)
Kurajjat (arab. قريات) – wieś w Syrii, w muhafazie Hims. W 2004 roku liczyła 881 mieszkańców.